# Hesseng
Hesseng este o localitate din comuna Sør-Varanger, provincia Finnmark, Norvegia, cu o suprafață de 1,18 km² și o populație de 1.761 locuitori (2013).